# Weezer (Green Album)
| 전문가 평가            | 전문가 평가 |
| 총 점수                | 총 점수     |
| 출처                   | 점수        |
| ---------------------- | ----------- |
| 메타크리틱             | 73/100      |
| 평가 점수              |             |
| 출처                   | 점수        |
| AllMusic               | [ 3 ]       |
| Drowned in Sound       | 9/10        |
| Entertainment Weekly   | B+          |
| Houston Chronicle      | 4/5         |
| The New Zealand Herald | [ 7 ]       |
| NME                    | 5/10        |
| Pitchfork              | 4.0/10      |
| Q                      | [ 10 ]      |
| Rolling Stone          | [ 11 ]      |
| Slant Magazine         | [ 12 ]      |

《Green Album》으로도 알려진 《Weezer》는 미국의 록 밴드 위저가 2001년 5월 15일에 발매한 세 번째 스튜디오 음반이다. 데뷔 음반을 프로듀싱한 릭 오케이섹이 프로듀싱한 두 번째 위저 음반이며, 맷 샵을 대신한 베이시스트 마이키 웰시가 참여한 유일한 위저 음반이다.
두 번째 음반 《Pinkerton》 (1996년)의 실망스러운 평가를 받은 이후, 위저는 활동을 중단했고 밴드 멤버들은 사이드 프로젝트를 진행했다. 이 기간 동안, 그들의 팬 층은 온라인에서 성장했고 《Pinkerton》의 입지는 향상되었다. 위저는 서머 소닉 페스티벌에서 컴백 무대를 가진 후 리허설 및 신소재를 녹음하기 시작했다. 《Pinkerton》의 야심찬 작곡과 고백적인 주제에 이어, 작곡가 리버스 쿼모는 개인적인 가사가 적은 더 단순한 곡을 썼다.
《Weezer》는 대체로 호평을 받았고, 미국에서 4위로 데뷔했는데, 그 이후로 160만 장 이상이 팔렸다. 이 음반에서는 〈Hash Pipe〉, 〈Island in the Sun〉, 〈Photograph〉의 3개의 싱글이 발매되었다. 〈Hash Pipe〉는 7개의 다른 차트에서 차트를 작성하며 전세계적으로 인기를 끌었다.

## 상업적 성과
미국에서는 《Weezer》가 2001년 5월 15일, 주일에 빌보드 200에서 4위로 데뷔하여 21만 5천장이 팔렸다. 2001년 9월 13일, 미국 음반 산업 협회로부터 플래티넘 인증을 받았다. 2009년 8월, 현재 이 음반은 미국에서 160,000장이 팔렸다. 캐나다에서 이 음반은 캐나다 음반 차트에서 2위로 데뷔했다. 2001년 6월, 이 음반은 캐나다 음반 산업 협회로부터 10만장의 판매로 플래티넘 인증을 받았다.
그 음반은 영국 음반 차트에서 31위로 데뷔했다. 호주에서 그 음반은 25위로 정점을 찍었다. 《Weezer》는 노르웨이와 스웨덴에서도 각각 차트 8위와 7위를 기록하며 톱 10에 올랐다.

## 곡 목록
모든 곡들은 리버스 쿼모에 의해 작사/작곡하였다.
| #   | 제목                    | 재생 시간 |
| --- | ----------------------- | --------- |
| 1.  | 〈Don't Let Go〉        | 2:59      |
| 2.  | 〈Photograph〉          | 2:19      |
| 3.  | 〈Hash Pipe〉           | 3:06      |
| 4.  | 〈Island in the Sun〉   | 3:20      |
| 5.  | 〈Crab〉                | 2:34      |
| 6.  | 〈Knock-down Drag-out〉 | 2:08      |
| 7.  | 〈Smile〉               | 2:38      |
| 8.  | 〈Simple Pages〉        | 2:56      |
| 9.  | 〈Glorious Day〉        | 2:40      |
| 10. | 〈O Girlfriend〉        | 3:50      |

## 인증
| 국가                       | 인증     | 판매량/출하량 |
| -------------------------- | -------- | ------------- |
| 캐나다 (뮤직 캐나다)       | 플래티넘 | 100,000^      |
| 일본 (RIAJ)                | 골드     | 100,000^      |
| 영국 (BPI)                 | 골드     | 100,000^      |
| 미국 (RIAA)                | 플래티넘 | 1,000,000^    |
| ^출하량을 기반으로 한 인증 |          |               |